# William Huggins
William Huggins (7. února 1824 – 12. května 1910) byl anglický astronom, nejvíce známý svou průkopnickou prací na poli spektroskopické astronomie. V letech 1900 až 1905 byl prezidentem Královské společnosti. Byl manželem Margaret Lindsay Huggins, nadané a renomované astronomky, která mu pomáhala s jeho výzkumem a s pořizováním asrofotografií. Spolupracoval s chemikem Williamem Allenem Millerem, který byl jeho sousedem.
Postavil si soukromou observatoř Tulse Hill v jižním Londýně, odkud sledoval spektrální čáry nebeských těles. Huggins jako první rozlišil mlhoviny a galaxie na základě spektrálních analýz. V kometách se mu v roce 1868 podařilo prokázat přítomnost uhlíkových sloučenin a jako první změřil ve stejném roce radiální rychlost jasné hvězdy Sírius.

## Životopis
- William Huggins se narodil v Cornhillu v Middlesexu v roce 1824. Původně byl obchodník s textilem.[2]
- 29. srpna 1864 byl prvním vědcem, který pořídil spektrum planetární mlhoviny, když analyzoval mlhovinu Kočičí oko NGC 6543.
- V roce 1868 při pozorováním hvězdy Sírius, který vykazoval rudý posuv, začal předpokládat že by mohla být vypočtena radiální rychlost hvězd.
- V roce 1875 se oženil s Margaret Lindsay z Dublinu, která se také zajímala o astronomii, astrofotografii a vědecký výzkum. Byli první, kteří začali používat suchou deskovou fotografii při zobrazování astronomických objektů.
- Při analýzách spekter mu pomáhal jeho soused, chemik William Allen Miller.

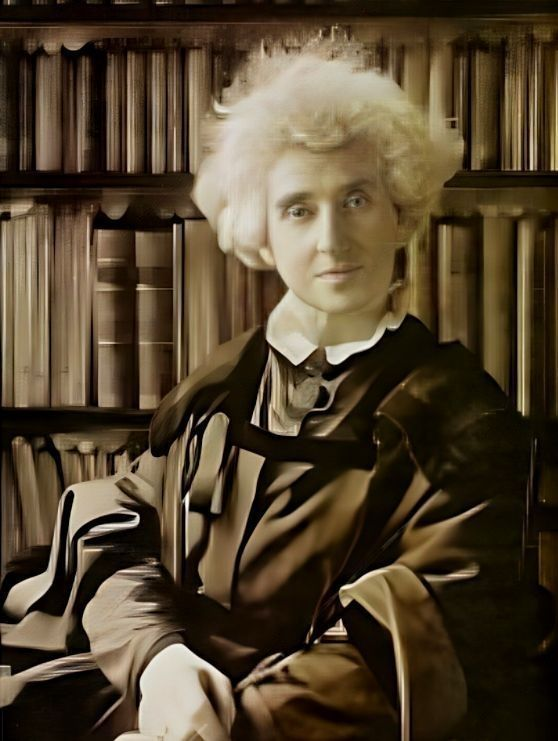
Margaret Lindsay Huggins, spolupracovnice a manželka

- Margaret Lindsay Huggins, spolupracovnice a manželkaPostavil soukromou observatoř na 90 Upper Tulse Hill v Londýně, odkud on a jeho žena prováděli rozsáhlá pozorování spektrálních emisních čar a absorpčních čar různých nebeských objektů.

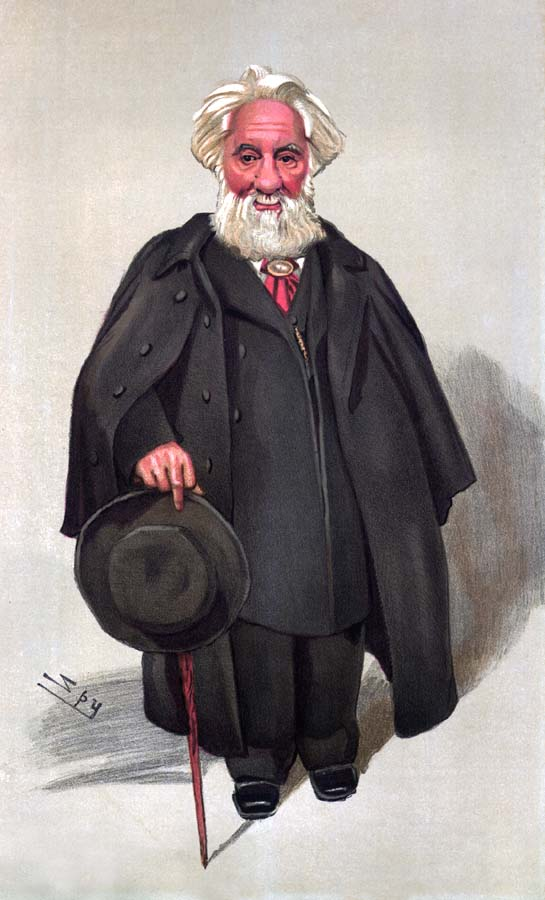
Karikatura Hugginse od Leslieho Warda ve Vanity Fair

- Karikatura Hugginse od Leslieho Warda ve Vanity FairByl prvním, kdo rozlišoval mezi mlhovinami a galaxiemi. Dokázal, že některé mlhoviny (například v souhvězdí Orionu) mají čistě emisní spektra charakteristická pro plyn. Zatímco galaxie (například v galaxie v Andromedě) mají spektrální charakteristiky hvězd.
- V červnu 1865 byl zvolen členem Královské astronomické společnosti.
- V roce 1867 společně s Williamem Allenem Millerem získal zlatou medaili Královské astronomické společnosti. V letech 1876-78 byl prezidentem Královské astronomické společnosti a v roce 1885 obdržel zlatou medaili znovu, tentokrát sám. Jako důstojník Královské astronomické společnosti sloužil celkem 37 let, více než kterákoli jiná osoba.
- Byly mu uděleny i další ocenění: Královská medaile (1866), Rumfordova medaile (1880) a Copleyho medaile (1898) a v roce 1885 přednesl Bakerovu přednášku.
- Poté sloužil jako prezident Královské společnosti od roku 1900 do roku 1905. Například jeho prezidentský projev v roce 1904 chválil padlé členy a rozděloval ceny toho roku.
- Zemřel ve svém domě v Tulse Hill v Londýně po operaci kýly v roce 1910 a byl pohřben v krematoriu Golders Green.
- Jeho žena Margaret zemřela o pět let později v roce 1915. Ve své závěti vyslovila přání postavit v katedrále svatého Pavla v Londýně na počest jejího manžela památník. Tento památník se skládá z dvojice medailonů, které jsou popsány "William Huggins, astronom 1824–1910" a druhý "Margaret Lindsay Huggins, 1848–1915, jeho manželka a spolupracovnice".

## Dalekohledy
Pro pozorování hvězd jsou nejdůležitějším přístrojem optické dalekohledy či teleskopy. Jsou to přístroje, které pomocí dvou soustav čoček nebo zrcadel (objektivu a okuláru) přibližují pozorovaný obraz. Hlavními parametry optických dalekohledů jsou světelnost a zvětšení. Opticky účinná plocha objektivu (apertura) určuje světelnost dalekohledu a poměr ohniskových vzdáleností objektivu a okuláru jeho zvětšení. Pro Hugginse bylo velmi důležité mít co nejpřesnější dalekohledy té doby:
- V roce 1856 získal Dollondův dalekohled s aperturou o průměru 5 palců.
- V roce 1858 získal Clarkův dalekohled o průměru 8 palců. V obou případech se jednalo o refrakční dalekohledy, oba měly skleněné objektivy.
- V roce 1871 získal od Grubb Telescope Compan zrcadlový dalekohled o průměru 18 palců (0,46 m).

## Vyznamenání a ocenění
Vyznamenání
- V roce 1897 Huggins obdržel Nejčestnější řád lázně (Knight Commander of the Order of the bath - KCB). Je to britský rytířský řád založený králem Jiřím I. roku 1725. Název je odvozen od propracovaného středověkého obřadu jmenování rytíře, jehož součástí bylo koupání jako symbol očisty.
- V roce 1902 byl Huggins jedním z prvních příjemců Řádu za zásluhy (francouzsky: Ordre du Mérite - OM) a obdržel ho od krále Edwarda VII. v Buckinghamském paláci. Je to řád udělovaný za zásluhy o království Commonwealthu - za vynikající služby v ozbrojených silách, vědě, umění, literatuře nebo podpoře kultury.
- Obdržel také Fellowship of the Royal Society (FRS), což je ocenění udělované členy Královské společnosti v Londýně jednotlivcům, kteří významně přispěli ke zlepšení přírodních znalostí, včetně matematiky, inženýrských věd a lékařských věd.

Ceny
- Královská medaile (1866)
- Lalandova cena (1870)
- Zlatá medaile Královské astronomické společnosti (společně s Williamem Allenem Millerem v roce 1867, samostatně v roce 1885)
- Rumfordova medaile (1880)
- Valzova cena (1882)
- Člen Královské švédské akademie věd (1883)
- Janssenova medaile (1888)
- Copleyho medaile (1898)
- Medaile Henryho Drapera od Národní akademie věd (1901)
- Bruceova medaile (1904)

Pojmenovány po něm
- Huggins (kráter na Měsíci)
- Huggins (kráter na Marsu)
- Huggins (Asteroid 2635)

## Publikace
- 1870: Spektrální analýza v aplikaci na nebeská tělesa. Manchester

- 1872: Spektrální analýza v aplikaci na pozemské látky a fyzikální konstituci nebeských těles od H. Schellena, překlad Jane a Caroline Lassellovy
- 1899: (s Lady Hugginsovou): Atlas reprezentativních hvězdných spekter z 4870 až 3300, spolu s diskusí o pořadí vývoje hvězd a interpretaci jejich spekter; předchází jí krátká historie hvězdárny. Londýn
- 1906: Královská společnost aneb Věda ve státě a ve školách. Londýn
- 1909: The Scientific Papers of Sir William Huggins; editovali Sir William a Lady Huggins. Londýn